# 주상순
주상순(朱常洵, 1586년 2월 22일(음력 1월 5일) ~ 1641년 3월 2일(음력 1월 21일))은 명나라의 황족(복 충왕, 번왕)이자 추존 황제이다.
만력제의 3남으로, 어머니는 정귀비(鄭貴妃)이다. 아들인 주유숭(朱由崧)이 명-청 전쟁이후 남명(南明)을 건국한 이후, 아버지 주상순을 공종(恭宗)으로 추존하였다.
|  | 제1대 명 복국 국왕 1601년 ~ 1641년 | 후임 주유숭 |